# Malá Čermná
Malá Čermná  (niem. Klein Tscherma) – dawna mała górska wieś rolnicza, od 1960 r. administracyjna część miasta Hronov.
Wieś przygraniczna w północno-środkowych Czechach, w kraju kralovohradeckim. Wioska położona jest u podnóża Gór Stołowych na północny zachód od Kudowy-Zdroju.
Typowa czeska, mała górska wioska rolnicza położona na wysokości 376 m n.p.m. wzdłuż drogi i potoku Brlenka (pol. Czermnicy), o luźnej zabudowie budynków położonych po obu stronach drogi. Wioska sąsiaduje przez granicę, z polską miejscowością Czermna. W przeszłości miejscowości te tworzyły jeden zamknięty obszar osiedleńczy, których układ urbanistyczny, komunikacyjny i zabudowa tworzyły jeden system administracyjny. Polityczny podział wsi dokonał się w XVIII w. Od tego momentu granica państwowa podzieliła miejscowość i na różny sposób kluczy pomiędzy ziemskimi działkami poszczególnych mieszkańców po obu stronach granicy. Wieś od strony zachodniej, wschodniej i południowej otoczona jest granicą państwową. We wsi zachowało się kilka typowo rolniczych posesji oraz wiele pozostałości z okresu Czeskiego Zakątka.

## Historia
Wieś prawdopodobnie powstała w drugiej połowie XIII w. Pierwsza pisemna wzmianka związana z osadą pochodzi z 1354 r. i dotyczy plebanii. W historii wsi można wyróżnić pięć okresów, feudalnej i kościelnej zależności. Od początku powstania do 1477 r. wieś stanowiła część machowskiego dominium związanego z klasztorem benedyktyńskim w Broumowie. Od 1477 r. do 1674 r. prawie przez dwa wieki wieś była własnością szeregu rodzin szlacheckich. W latach 1674–1849 była własnością miasta Náchod, a od 1850 r. posiadała własny samorząd. Od 1960 r. wieś stała się administracyjną częścią miasta Hronov.

## Zabytki
- Miejski krzyż z 1887 roku.
- Pomnik z 1925 r. poświęcony poległym mieszkańcom w I wojnie światowej[3]

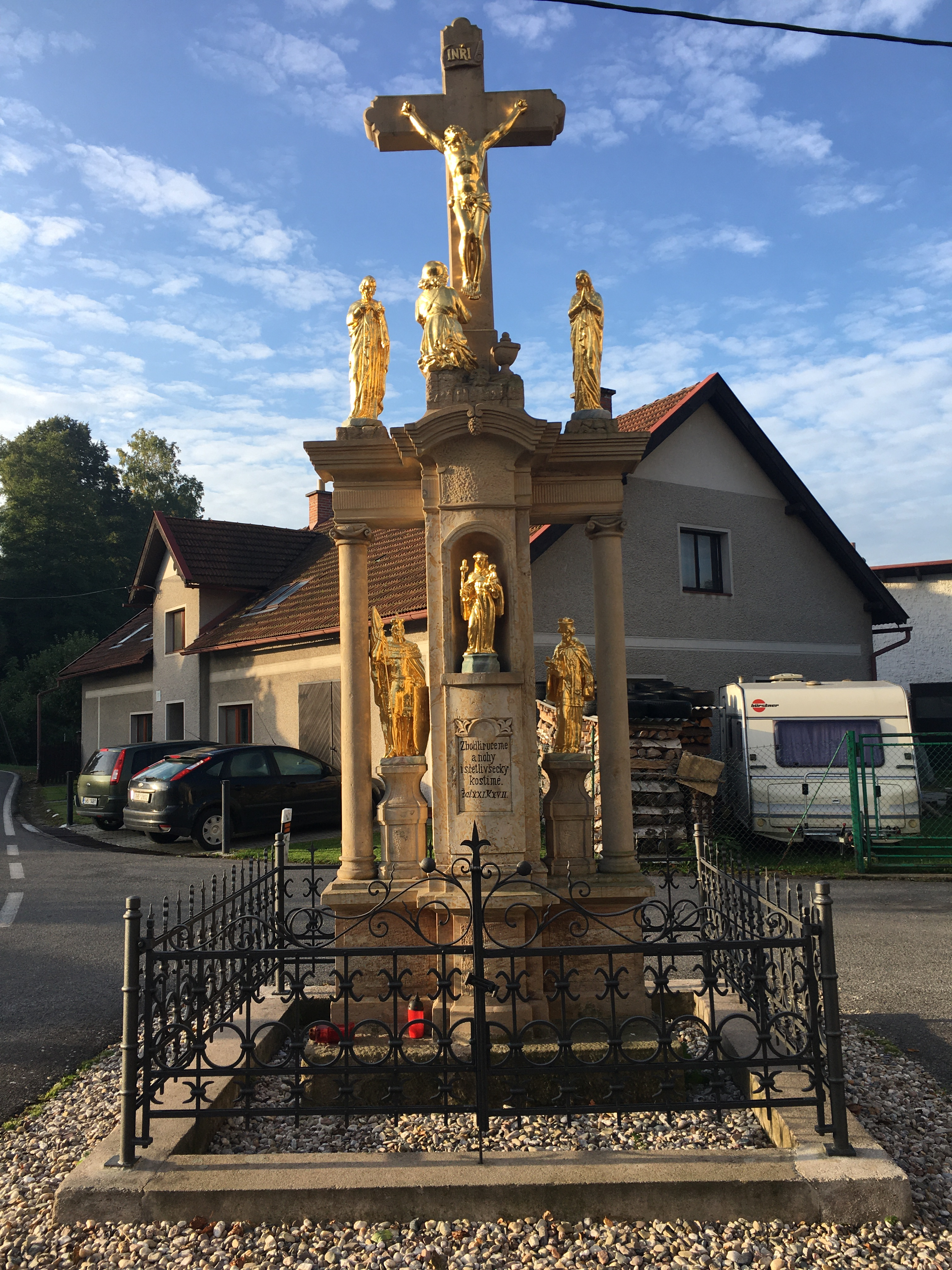
Kapliczka uliczna z 1887 r.

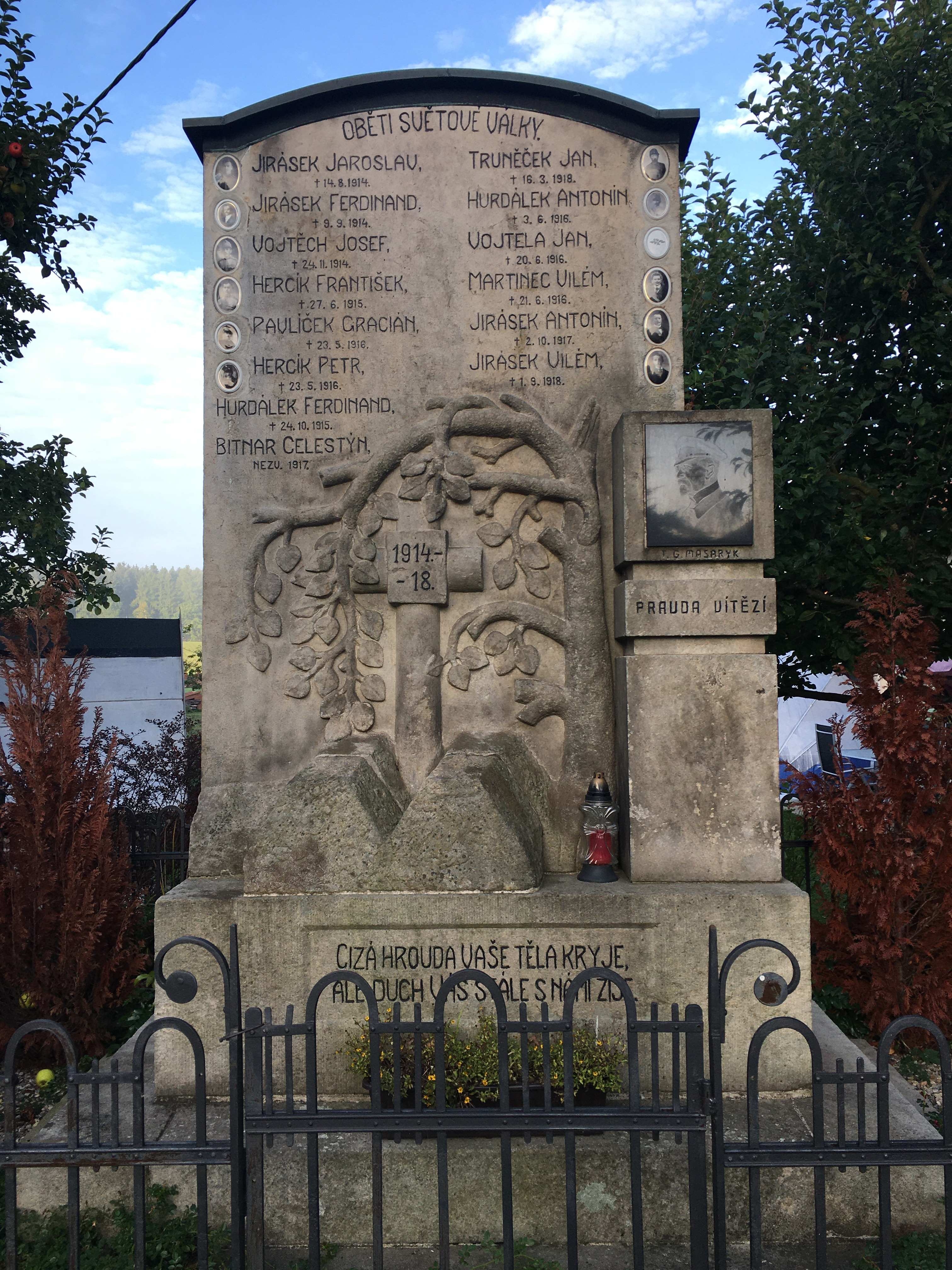
Pomnik z 1925 r. poświęcony poległym mieszkańcom w I wojnie światowej

- Dzwonnica z 1932 r.